# A Nemzet Sportolója
A Nemzet Sportolója kitüntető cím Magyarországon. Az Országgyűlés 2004-ben a sporttörvényben alapította.
A díjat azok a hatvan éven felüli, kimagasló eredményeket elért magyar sportolók kaphatják, akik aktív sportpályafutásuk befejezése után is meghatározó szerepet játszanak a sportéletben. Egyéni vagy csapatsportágban nyújtott teljesítményért egyaránt odaítélhető. 
A kitüntetettek száma egyidejűleg legfeljebb 12 lehet (a Nemzet Színésze díjhoz hasonlóan).
A cím posztumusz nem adományozható.
A cím birtokosainak a korábbi adományozott halálától számított hatvan napon belül új javaslatot kell tennie a sportigazgatásért felelős szerv vezetőjének, aki köteles azt a beérkezéstől számított harminc napon belül elbírálni. Az adományozás szabályai innentől megegyeznek az adományozásra vonatkozó szabályokkal.
Először 2004. május 6-án, a Magyar Sport Napján adta át Gyurcsány Ferenc akkori sportminiszter. Egy díjazott halála esetén a többi kitüntetett egyszerű többséggel választ be egy másik sportolót.
A kitüntetés életjáradékkal jár, amelynek összege 2004-ben bruttó havi 500 ezer forint volt, 2015-től pedig havi 630 ezer forint.
2025. január 2-án, egy héttel a 104. születésnapja előtt elhunyt Keleti Ágnes, a cím leghosszabb életű díjazottja.

## A Nemzet Sportolója cím adományozására vonatkozó szabályok
A sportról szóló 2004. évi I. törvény felhatalmazása alapján alkotta meg a Magyar Köztársaság Kormánya a 40/2004. (III.12.) számú kormányrendeletet. A rendelet értelmében új cím adományozására a sportpolitikáért felelős miniszternél tesznek javaslatot a nemzet sportolói egyszerű többséggel (azaz halálozás esetén ha 11-en vannak, akkor 6 szavazattal), aki a döntést a kormány elé terjeszti. A cím odaítéléséről a kormány dönt.
2011-ben, hogy a legendás Aranycsapat még két elő tagját együtt jelölték a Polyák Imre halála miatt megüresedett helyre. A kormány 12-ről egyszeri alkalommal 13-ra emelte a díjazottak maximális számát, így Grosics Gyula és Buzánszky Jenő egyszerre lettek a nemzet sportolói.

## A Nemzet Sportolója cím kitüntetettjei

### Jelenlegi díjazottak
| Név            | Sportág                 | A cím elnyerésének éve | Születés éve | Életkor | Forrás |
| -------------- | ----------------------- | ---------------------- | ------------ | ------- | ------ |
| Balczó András  | öttusa                  | 2004                   | 1938         | 86 éves | [ 4 ]  |
| Dömölky Lídia  | vívás                   | 2025                   | 1936         | 89 éves | [ 5 ]  |
| Faragó Tamás   | vízilabda               | 2020                   | 1952         | 72 éves | [ 6 ]  |
| Ivánkay Mária  | asztalitenisz/parasport | 2004                   | 1934         | 91 éves | [ 4 ]  |
| Jónyer István  | asztalitenisz           | 2021                   | 1950         | 74 éves | [ 7 ]  |
| Kamuti Jenő    | vívás                   | 2017                   | 1937         | 87 éves | [ 8 ]  |
| Magyar Zoltán  | torna                   | 2015                   | 1953         | 71 éves | [ 9 ]  |
| Portisch Lajos | sakk                    | 2004                   | 1937         | 87 éves | [ 4 ]  |
| Rejtő Ildikó   | vívás                   | 2007                   | 1937         | 87 éves | [ 10 ] |
| Schmitt Pál    | vívás                   | 2014                   | 1942         | 82 éves | [ 11 ] |
| Vaskuti István | kenu                    | 2023                   | 1955         | 69 éves | [ 12 ] |
| Wladár Sándor  | úszás                   | 2024                   | 1963         | 61 éves | [ 13 ] |

### Elhunyt díjazottak
| Név              | Sportág            | A cím elnyerésének éve | Születés éve | Halál éve | Forrás |
| ---------------- | ------------------ | ---------------------- | ------------ | --------- | ------ |
| Albert Flórián   | labdarúgás         | 2004                   | 1941         | 2011      | [ 4 ]  |
| Buzánszky Jenő   | labdarúgás         | 2011                   | 1925         | 2015      | [ 14 ] |
| Földi Imre       | súlyemelés         | 2007                   | 1938         | 2017      | [ 15 ] |
| Grosics Gyula    | labdarúgás         | 2011                   | 1926         | 2014      | [ 14 ] |
| Gyarmati Dezső   | vízilabda          | 2004                   | 1927         | 2013      | [ 4 ]  |
| Hammerl László   | sportlövészet      | 2004                   | 1942         | 2024      | [ 4 ]  |
| Kárpáti György   | vízilabda          | 2013                   | 1935         | 2020      | [ 16 ] |
| Keleti Ágnes     | torna              | 2004                   | 1921         | 2025      | [ 4 ]  |
| Kulcsár Győző    | vívás              | 2004                   | 1940         | 2018      | [ 4 ]  |
| Monspart Sarolta | tájékozódási futás | 2020                   | 1944         | 2021      | [ 17 ] |
| Polyák Imre      | birkózás           | 2004                   | 1932         | 2010      | [ 4 ]  |
| Puskás Ferenc    | labdarúgás         | 2004                   | 1927         | 2006      | [ 4 ]  |
| Székely Éva      | úszás              | 2004                   | 1927         | 2020      | [ 4 ]  |
| Varga János      | birkózás           | 2018                   | 1939         | 2022      | [ 4 ]  |
| Zsivótzky Gyula  | kalapácsvetés      | 2004                   | 1937         | 2007      | [ 4 ]  |